# Орєхов Валерій Олександрович
Вале́рій Олекса́ндрович Орє́хов (1 листопада 1944 — 7 липня 2009) — український дипломат. Представник Представництва Міністерства закордонних справ України в м. Сімферополі (1998—2003; 2005—2009).

## Біографія
Народився 1 листопада 1944 року в селищі Нові Кайдахі Ленінського району Дніпропетровської області. У 1972 році закінчив Сімферопольський державний університет ім. М. В. Фрунзе; в 1992 році — Київський інститут політології і соціального управління.
У 1962—1963 рр. — повірник веретен на Георгіївській прядильній фабриці, м. Нарва.
У 1963—1965 рр. — служба в Радянській армії; в/ч 82717, Кримська область.
У квітні — серпні 1966 року — комірник контори водопостачання, м. Нарва Естонської РСР.
У вересні — грудні 1966 року — трубоукладач БМУ-13 тресту «Кримводбуд», м. Євпаторія.
У 1967—1970 рр. — методист виробничої гімнастики радгоспу «Червоний» Сімферопольського району.
У 1970—1974 рр. — завідувач відділу комсомольських організацій Сімферопольського райкому ЛКСМУ.
У 1974—1978 рр. — інструктор, завідувач оргінструкторського відділу Сімферопольського міськвиконкому.
У 1978—1983 рр. — начальник першого відділу, начальник відділу кадрів, заступник директора Сімферопольського електромашинобудівного заводу.
У 1983—1989 рр. — інструктор, заступник завідувача організаційного відділу Кримського облвиконкому.
У січні — червні 1991 року — завідувач організаційного відділу Кримського облвиконкому.
У 1991—1993 рр. — заступник керуючого справами — завідувач організаційного відділу Ради міністрів Криму.
У вересні — грудні 1993 року — завідувач сектору — керівник регіонального бюро Головного управління інформації та зв'язків з громадськістю Кабінету Міністрів України, м. Сімферополь.
У 1994—1997 рр. — завідувач сектору прес-служби Кабінету Міністрів України, м. Сімферополь
У березні — вересні 1997 року — в.о. заступника Голови Ради міністрів Криму.
У 1997—1998 рр. — заступник постійного представника Президента України в Криму.
З липня 1998 р. по квітень 2003 р. і в 2005—2009 рр. — представник Представництва Міністерства закордонних справ України в м. Сімферополі
У 2003—2005 рр. — Консул Генерального Консульства України в Ростові-на-Дону.
Помер 7 липня 2009 року.